# Kabinett Pelloux II
Das Kabinett Pelloux II regierte das Königreich Italien vom 14. Mai 1899 bis zum 24. Juni 1900. Wie bereits das Vorgängerkabinett Pelloux I wurde es von Ministerpräsident Luigi Pelloux angeführt.

## Entstehung und Entwicklung
Das Kabinett Pelluox II war das 37. Kabinett des Königreiches und ein Jahr, einen Monat und 10 Tage im Amt. Pelloux bildete sein neues Kabinett mit einem deutlichen Rechtsruck fast vollständig um. Die Historische Rechte (italienisch Destra storica) nahm nun die dominierende Rolle ein, während der moderate Flügel der Historischen Linken (it. Sinistra Storica) angeführt von Giovanni Giolitti und Giuseppe Zanardelli in der Opposition saß. Zum neuen einflussreichen Mann der Regierung war Sidney Sonnino aufgestiegen. Zwar lehnte er einen Ministerposten ab, aber die neue Ministerriege stellte er zusammen.
Bei der Parlamentswahl im Juni 1900 gingen vor allem die Sozialisten als Sieger hervor. Als der neue von der Regierung vorgeschlagene Präsident der Abgeordnetenkammer nur mit knapper Stimmenmehrheit die Wahl gewann, stellte Pelloux sein Amt am 18. Juni 1900 zur Verfügung. Mit dem Regierungsauftrag wurde erstmals Giuseppe Saracco betraut, der das Kabinett Saracco bildete.

## Minister

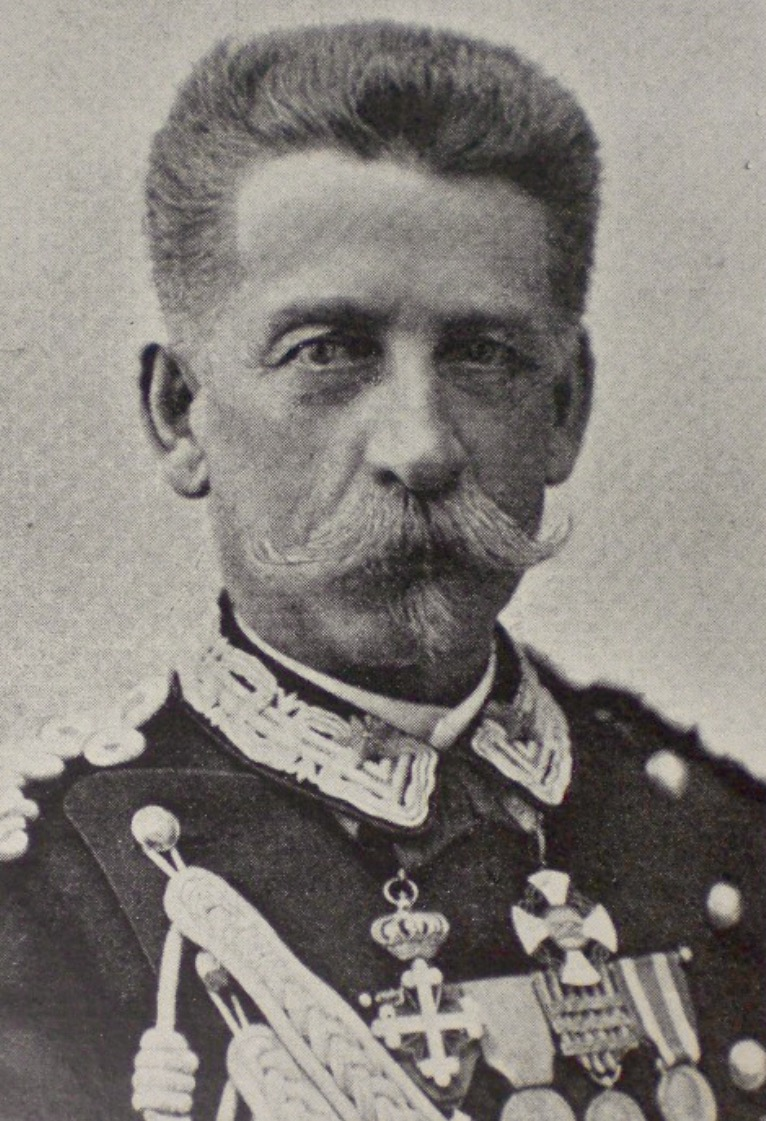
Luigi Pelloux

| Ministerien                          | Name |
| ------------------------------------ | --- |
| Ministerpräsident                    | Luigi Pelloux |
| Äußeres                              | Emilio Visconti-Venosta |
| Inneres                              | Luigi Pelloux |
| Justiz und Kirchenangelegenheiten    | Adeodato Bonasi |
| Krieg                                | Giuseppe Mirri (bis 7. Januar 1900) Luigi Pelloux (geschäftsführend bis 6. April 1900) Coriolano Ponza di San Martino (ab 7. April 1900) |
| Marine                               | Giovanni Bettolo |
| Finanzen                             | Pietro Carmine |
| Schatz                               | Paolo Boselli |
| Öffentliche Arbeiten                 | Pietro Lacava |
| Bildung                              | Guido Baccelli |
| Landwirtschaft, Industrie und Handel | Antonio Salandra |
| Post und Telegraphie                 | Antonino Paternò-Castello |